# Havik 35
Havik 35 is een rijksmonument aan de stadsgracht Havik in Amersfoort. Links van het pand is een steeg. Het smalle pand 35 is een afdichtende gevel van een vroegere steeg. De buitenkant van nummer 33 ziet eruit als een voorgevel, maar is niets meer dan een facade. Beide panden (33 en 35) waren eens, om ze als monument te beschermen, het persoonlijk eigendom van verschillende opeenvolgende voorzitters van de oudheidkundige vereniging 'Flehite'. In 1941 gingen de gebouwen over van Willem Croockewit WAzn naar Hendrick de Keyser.
De gevel van nummer 33 is scheefgezakt nadat het onderste deel van de pui was weggezaagd. In 1910 is de pui van nummer 35 gereconstrueerd.
Het huis heeft een trapgevel met boven de ramen schelpen als boogvullingen.

## Gracht
Beide rijksmonumenten liggen aan de gracht de Havik. Deze gracht ligt ten noorden van het centrale marktplein de Hof in het gebied binnen de eerste stadsmuur (± 1300). Dit water is van oorsprong zeer waarschijnlijk een natuurlijke bocht in de Eem. De betekenis van de naam zou zijn: beschutte plaats in een bocht van de rivier.